# Нгаван Намг'ял
Нгаван Намг'ял (тиб. ངགཌབང་རྣམ-རྒྱལ; 1470 або 1482–1544) — фактичний правитель Центрального Тибету в 1512—1517 роках.

## Життєпис
Походив з роду Рінпунпа. Син Цок'є Дордже, регента Тибету. 1510 року його родич і фактичний правитель Донйо Дордже призначив Нгаван Намг'яла командувачем війська у поході проти бунтівного князівства Г'єладрінг в регіоні Уй. 1512 року після смерті Донйо Дордже в обхід його заповіту домігся посади цонпена Рінпуні й фактичного правителя У-Цангу.
1515 року спалахнула війна з десі Нгаван Таші Дракпою, що намагавсяповернути собі реальну владу. Невдовзі на бік останнього перейшов рід Г'ялхарцзе, до того часу вірним Рінпунпі. 1517 року Нгаван Намг'ял зазнав тяжкої поразки, втративши владу в регіоні Уй і столицю Лхасу. Водночас десі призначив Сільнонпу (сина Донйо Дордже) цонпеном Рінпунпи з надії почали боротьбу в регіоні Цанг. Але Нгаван Намг'ял вміло продіяв цьому наміру, залишившись фактично самостійним правителем Цангу. Ситучки тривали декілька років, але без якоїсь переваги.
В 1520-ті роках розпочав підкорення дріюбних володінь Панам і Сенгеце в Цангу. Для піднесення авторитету свого роду впровадив звичай носити одяг і прикраси стародавніх тибетських царів під час урочистих церемоній.
1533 року Мірза Мухаммед-Гайдар, яркентський намісник Кашміру, з Ладакху вдерся до Цангу. Ворог просунувся до озера Манасаровар, після чого захопив частину регіону Нгарі. Нгаван Намг'ял виявився не здатним щось протистояти. В результаті Мірза Мухаммед-Гайдар зайняв землі Цангу, прсоунувши до кордону з Уй. Втім втрата більшості коней, незвичний клімат та нестача харчів змусила того повернутися до Кашміру. 1538 року почалася нова війна з десі, де жодна зі сторін не досягла перемоги. Все це дещо послабила вплив Рінпунпа в Цангу.
До початку 1540-х років підкорив князівств Західного Тибету — Латолхо і Латочанг. Помер Нгаван Намг'ял 1544 року. Йому спадкував другий син Дондуп Цетен Дордже.

## Культурна діяльність
Був відомий як знавець «5 малих наук» і «64 мистецтв» (літературна майстерність, астрономія, сценічне мистецтво тощо). Був покровителем художників і скульпторів.